# Chilly-sur-Salins
Chilly-sur-Salins ist eine Gemeinde im französischen Département Jura in der Region Bourgogne-Franche-Comté.

## Geographie
Chilly-sur-Salins liegt auf 625 m, südlich von Salins-les-Bains und etwa 34 km nordöstlich der Stadt Lons-le-Saunier (Luftlinie). Das Bauerndorf erstreckt sich im Jura, im äußersten Norden des Plateau Lédonien (erstes Juraplateau), zwischen den Erosionstälern der Cuisance im Westen und der Furieuse im Osten.
Die Fläche des 11,94 km² großen Gemeindegebiets umfasst einen Abschnitt des französischen Juras. Das gesamte Gebiet wird von der Hochfläche des Plateau Lédonien eingenommen, die durchschnittlich auf 620 m liegt, gegen Osten leicht ansteigt und teils von Acker- und Wiesland, teils von Wald bestanden ist. Das Plateau besitzt keine oberirdischen Fließgewässer, weil das Niederschlagswasser im verkarsteten Untergrund versickert. Nach Süden erstreckt sich das Gemeindeareal in die ausgedehnte Waldung der Forêt des Moidons. Hier wird mit 695 m die höchste Erhebung von Chilly-sur-Salins erreicht. 
Nachbargemeinden von Chilly-sur-Salins sind Ivory im Norden, Chaux-Champagny im Osten, Valempoulières im Süden sowie La Châtelaine im Westen.

## Geschichte
Erstmals urkundlich erwähnt wird Chilly im 12. Jahrhundert. Der Ortsname geht auf den gallorömischen Geschlechtsnamen Callius zurück und bedeutet so viel wie Landgut des Callius (Cailliacum).

## Sehenswürdigkeiten
Die Dorfkirche Saint-Martin in Chilly-sur-Salins wurde im Jahr 1811 eingeweiht.

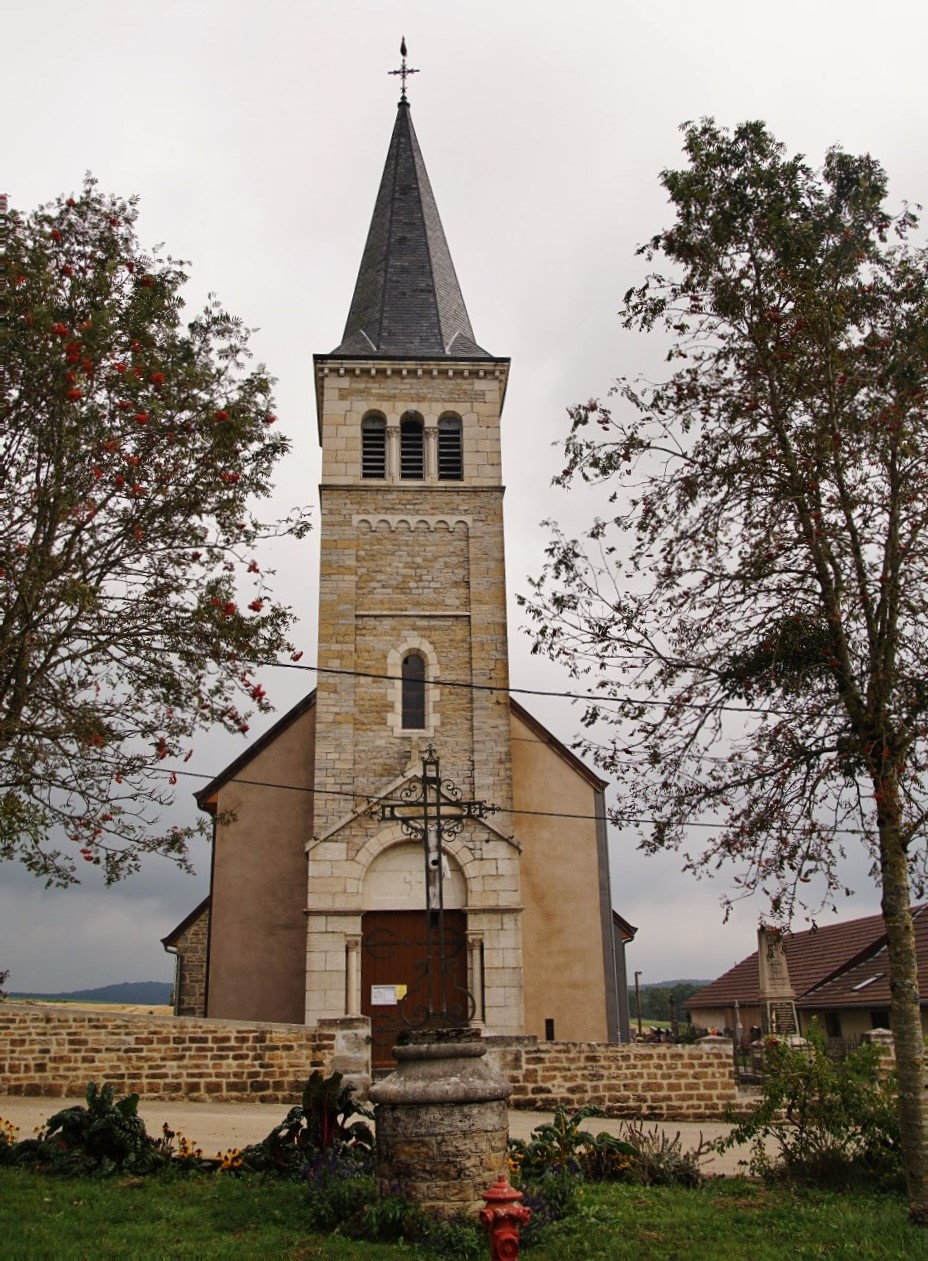
Kirche Saint-Martin
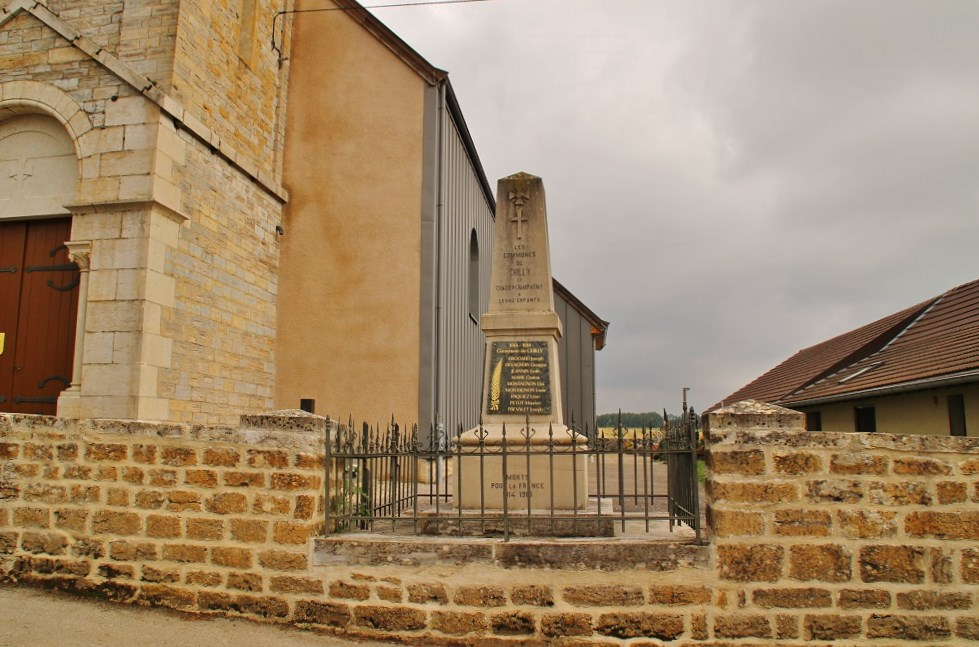
Gefallenendenkmal
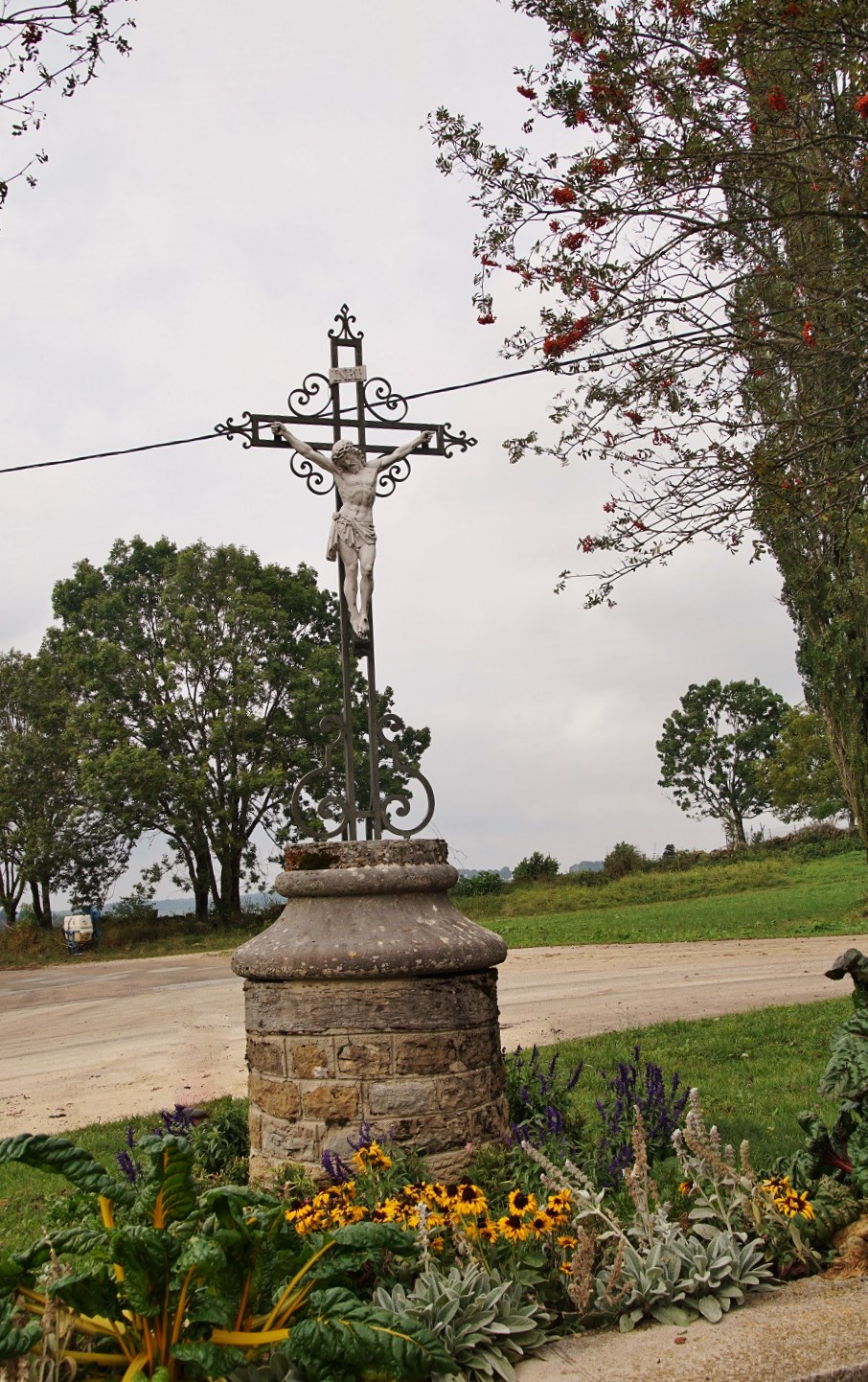
Flurkreuz

## Bevölkerung
| Jahr                       | 1962 | 1968 | 1975 | 1982 | 1990 | 1999 | 2005 | 2017 |
| -------------------------- | ---- | ---- | ---- | ---- | ---- | ---- | ---- | ---- |
| Einwohner                  | 142  | 134  | 121  | 107  | 97   | 92   | 107  | 114  |
| Quellen: Cassini und INSEE |      |      |      |      |      |      |      |      |

Mit 95 Einwohnern (Stand 1. Januar 2022) gehört Chilly-sur-Salins zu den kleinsten Gemeinden des Départements Jura. Nachdem die Einwohnerzahl in der ersten Hälfte des 20. Jahrhunderts markant abgenommen hatte (1886 wurden noch 264 Personen gezählt), wurden seit Beginn der 1980er Jahre nur noch geringe Schwankungen verzeichnet.

## Wirtschaft und Infrastruktur
Chilly-sur-Salins war bis weit ins 20. Jahrhundert hinein ein vorwiegend durch die Landwirtschaft und die Forstwirtschaft geprägtes Dorf. Noch heute leben die Bewohner zur Hauptsache von der Tätigkeit im ersten Sektor. Außerhalb des primären Sektors gibt es nur wenige Arbeitsplätze im Dorf. Mittlerweile hat sich das Dorf auch zu einer Wohngemeinde gewandelt. Viele Erwerbstätige sind Wegpendler, die in den größeren Ortschaften der Umgebung ihrer Arbeit nachgehen.
Die Ortschaft liegt abseits der größeren Durchgangsstraßen an einer Departementsstraße, die von Arbois nach Andelot-en-Montagne führt. Weitere Straßenverbindungen bestehen mit Chaux-Champagny und Montrond.